# Savignac-sur-Leyze

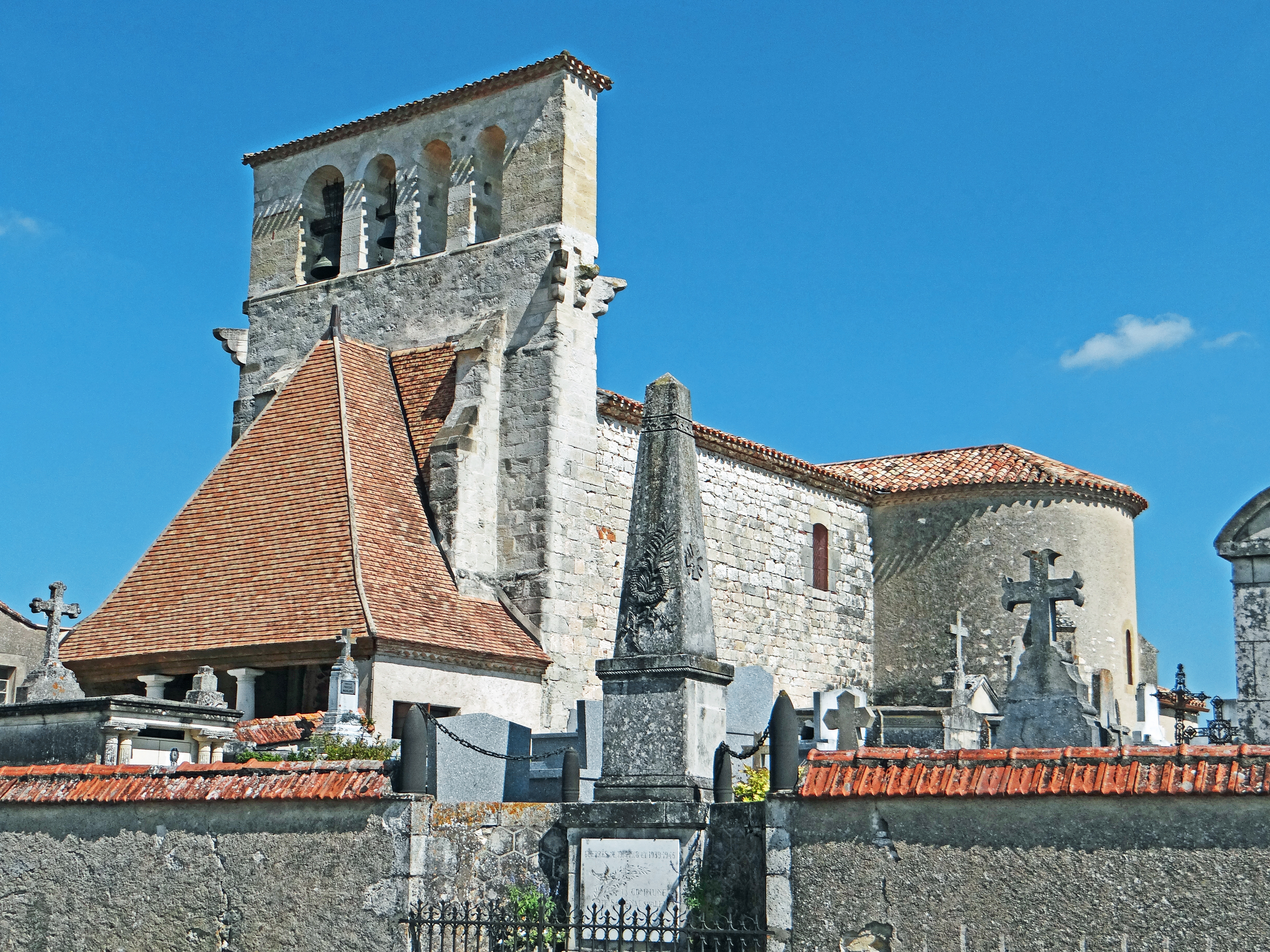
Katolska kyrka Saint-Jean-Baptiste, 2014.

Savignac-sur-Leyze är en kommun i departementet Lot-et-Garonne i regionen Nouvelle-Aquitaine i sydvästra Frankrike. Kommunen ligger i kantonen Monflanquin som tillhör arrondissementet Villeneuve-sur-Lot. År 2022 hade Savignac-sur-Leyze 317 invånare.

## Befolkningsutveckling
Antalet invånare i kommunen Savignac-sur-Leyze
| Referens: INSEE |